# Francesco Maria Guaccio
Francesco Maria Guaccio, noto anche come Guaccius o Guazzo (Milano, 1570 circa – 1640 circa), è stato un religioso e teologo italiano.

## Biografia

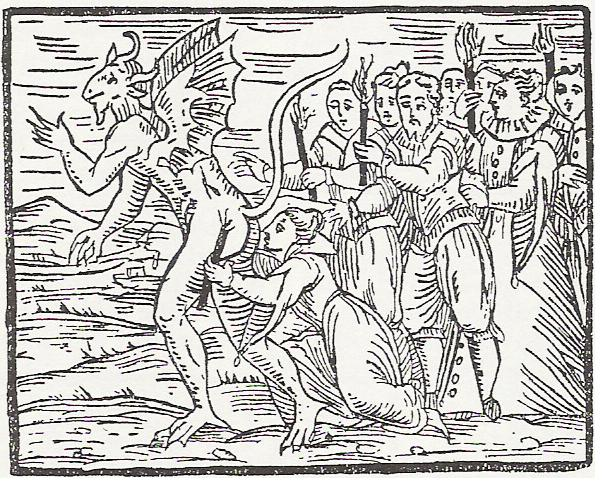
Il bacio osceno, illustrazione dal libro Compendium maleficarum

Nacque a Milano intorno al 1570. Fu frate dapprima dell'Ordine di San Barnaba e poi dell'Ordine di Sant'Ambrogio ad Nemus dopo l'unione avvenuta nel 1589.
Nel 1605 iniziò la stesura del Compendium maleficarum, l'opera per cui ancora oggi viene ricordato, che fu stampata per la prima volta a Milano nel 1608. Si tratta di un trattato di demonologia e stregoneria, suddiviso in tre volumi, all'interno del quale si possono trovare citazioni di numerosi esperti in materia tra i quali l'inquisitore Nicolas Rémy.

## Opere
- (LA) Compendium maleficarum, 1ª ed., Milano, 1608, SBN MILE000917.
- (LA) Compendium maleficarum, 2ª ed., Milano, 1626, SBN RLZE021552.